# Матчи сборной Российской империи по футболу 1913
Товарищеский матч
| 4 мая, 1913 | \| Российская империя \| 1:4 (1:1) отчёт \| Швеция \| \| Житарев 1' \| Голы \| Ховандер 36',59' Густафссон 47' Свенссон 85' \| | Стадион: Сокольнический клуб спорта, Москва Зрителей: 8000 Судья: Александр Шульц |
| Составы: Россия: Матрин (к), Яковлев, Мишин, Акимов, Хромов, Каракосов, Егоров, П. Золкин, Бутусов, Житарев, Л. Золкин. Швеция: Густавссон, Мальм, Тёрнквист, Петерссон, Нильссон, Петерсен, Хелльберг, Свенссон, Ховандер, Густафссон (к), Ансен. | |                                                                                   |
| Российская империя | 1:4 (1:1) отчёт | Швеция                                                                            |
| Житарев 1' | Голы | Ховандер 36',59' Густафссон 47' Свенссон 85'                                      |

Товарищеский матч
| 14 сентября, 1913 | \| Российская империя \| 1:1 (1:1) отчёт \| Норвегия \| \| Сысоев 40' \| Голы \| Лауритсен 30' \| | Стадион: Сокольнический клуб спорта, Москва Зрителей: 8000 Судья: Александр Шульц |
| Составы: Россия: Матрин, Громов, Воронцов (к), Акимов, Хромов, Лагунов, Денисов, Сысоев, Богемский, Житарев, С. Романов. Норвегия: Омодт, М. Андерсен, Бьеркхольт (к), В. Хансен, Халльберг, Г. Андерсен, Б. Хансен, Лауритсен, Рууд, Педерсен, Хьельдсен. |                                                                                                   |                                                                                   |
| Российская империя | 1:1 (1:1) отчёт                                                                                   | Норвегия                                                                          |
| Сысоев 40' | Голы                                                                                              | Лауритсен 30'                                                                     |

## Статистика матчей
- В 1913 году было проведено 2 матча: одна ничья, одно поражение, разница мячей 2-5 (всего с 1912 года: 6 матчей, 0=1-5, 4-37)
- В составе сборной Российской империи играли 18 футболистов
- Средняя результативность сборной Российской империи: 1.0 гол за игру (Всего с 1912 года: 0.66 гола за игру)
- Средняя результативность соперников: 2.5 гола за игру (всего с 1912 года: 6.2 гола за игру)
- Голы у сборной Российской империи забивали: В. Житарев, В. Сысоев — 1 (всего с 1912 года: В. Житарев — 2; В. Сысоев, В. Бутусов — 1)
- Голы у сборной Российской империи пропускали: Д. Матрин — 3 гола в 2 матчах, А. Каракосов (полевой игрок) — 2 гола в 1 матче (всего с 1912 года: Д. Матрин — 15 голов в 3 матчах, Л. Фаворский — 20 голов в 3 матчах, А. Каракосов — 2 гола в 1 матче)
- Средняя посещаемость домашних матчей сборной Российской империи в 1913 году составила 8000 зрителей. Всего с 1912 года три домашних матча сборной (не считая неофициальный матч с Венгрией в 1912 году) посетило 19000 зрителей (6333 зрителя за матч)